# إياد قنيبي
إياد عبد الحافظ قُنيبي (22 أكتوبر 1975 -) أكاديمي وداعية إسلامي أردني ولد في السالمية بالكويت، مُحاضِر برتبة أستاذ جامعي في مجال علم الأدوية يعمل حاليًّا في جامعة جرش الأردنية، يُعد من المؤثرين على مواقع التواصل الاجتماعي ويُعتبر شخصية عامة ذات حضور، له مشاركات دعوية وفكرية متعددة، سواء المقالات أو المؤلفات أو المقاطع المرئية المصوّرة، لا ينتمي رسميًا إلى أي تنظيم إسلامي، إلا أن بعض المحللين يصفه بكونه مقرّباً من تيار السلفية الجهادية أو أحد منظري هذا التيار، فكانت تربطه صلات سابقة بمنظر التيار السلفي الجهادي في الأردن أبو محمد المقدسي إلا أنه يرفض ذلك الوصف ويعتبره «تقييدا لدعوته». أُعتقل وسُجن أكثرَ من مرة على خلفية منشوراته الفكرية كان آخرها في العام 2015.

## مولده ونشأته
ولد في السادس عشر من شوال عام 1395 هجري الموافق 22 أكتوبر 1975 ميلادي، في مدينة السالمية بالكويت لأسرة أردنية. لكن عائلته انتقلت للسكن في عمان، عاصمة الأردن عندما كان طفلًا.

## حياته العلمية
عمل قنيبي في الشركة الأردنية لإنتاج الأدوية لمدة سنة ونصف، في قسم البحث والتطوير وقسم المعلومات الدوائية.
اهتم إياد بشكل خاص بقراءة كتب التفسير والسيرة النبوية، وحفظ القرآن بالسند المتصل إلى النبي محمد برواية حفص عن عاصم على يد الشيخ عبد الرحمن بن علي المحمود. وحصل قبلها على إجازة بقراءة القرآن على رواية حفص عن عاصم.

### العمل الأكاديمي
عمل في كلية الصيدلة بجامعة العلوم التطبيقية في عمان، وأستاذ مشارك في علم الأدوية، جامعة جرش، يُحاضر كذلك في علوم الصيدلة السريرية والتداوي وعلم السموم،
وعمل كمحاضر غير متفرغ في الجامعة الأردنية وجامعة العلوم والتكنولوجيا، تمت ترقيته لرتبة أستاذ مشارك عام 2013.
حصل إياد قنيبي على جائزة أفضل باحث في كلية الصيدلة بجامعة العلوم التطبيقية في الأردن. وحصل على شهادة دكتور في الصيدلة عام 2003 من جامعة هيوستن الأمريكية، في ولاية تكساس.

## التوجُّه الفكري
لا يُعرف لإياد قنيبي انتماء رسمي إلى تنظيم أو تيار إسلامي معين، وقد حذَّرَ من تنظيم داعش وحذَّرَ من الانضمام له.

## الجوائز والأوسمة
حصل إياد قنيبي على جائزة "أفضل باحث في كلية الصيدلة" من جامعة العلوم التطبيقية في الأردن. كما نال جائزة "أفضل تقييم للأبحاث من محكمين عالميين" عن أبحاثه في مجال الصيدلة.

## آراؤه
يرى قنيبي أن جبهة النصرة (والتي تعد ذراع تنظيم القاعدة في سوريا) تمثل «تيارا تجديديا في تنظيم القاعدة»، وأن «قائدها حريص على التعاون مع الفصائل الإسلامية الأخرى»، و«يتجنب إظهار انتمائه إلى القاعدة». وقد أشاد قنيبي بما وصفه بـ «نقاء منهج الجبهة وحسن أخلاق مقاتليها، وعلاقتها الطيبة مع الفصائل المقاتلة الأخرى، والتحبب إلى عامة الناس، وحسن إدارتها للمناطق المحررة التي تسيطر عليها».
انتقد القنيبي دعوة الأردن كل من الرئيس الإسرائيلي السابق شيمون بيريز والرئيس المصري عبد الفتاح السيسي إلى المنتدى الاقتصادي العالمي الذي عقد في الشونة على شاطئ البحر الميت في مايو 2015، وكذلك توقيع مذكرة تفاهم لاستيراد الغاز من إسرائيل. كما انتقد مشاركة الأردن في مسيرة باريس ضد الإرهاب بعد الهجوم على صحيفة "شارلي إيبدو" الساخرة سنة 2015. كما أنه انتقد إقامة مهرجانات بمشاركة شبان وشابات وعروض أزياء وفعاليات أخرى، وقال: «هذه كلها بوادر جديدة غير مسبوقة في المجتمع الأردني تضاف إلى المنكرات والمصائب الكثيرة القديمة».
وفي 2015، هاجم القنيبي تنظيم الدولة وزعيمه أبا بكر البغدادي، واصفا إياه بـ«الخليفة المزعوم»، منتقدا مواقفه في كل من سوريا وأفغانستان، ومتهما إياه بطعن المسلمين من الظهر وإعانة «الكفار على المسلمين». وتحدث عن الخلاف بين تنظيم الدولة الإسلامية وطالبان، قائلا أن «أفرادا في أفغانستان اغتروا بالبغدادي في إصدارهم (ويومئذ يفرح المؤمنون 1) يتهمون الطالبان بالتحالف مع المخابرات الباكستانية ضدهم ويعلنون حربا على الطالبان ويهددون بالانتقام لرفاقهم الذين قُتلوا في معارك افتعلوها مع الطالبان، ويلوحون بقتل الملا عمر مستدلين بحديث: (إذا بويع لخليفتين فاقتلوا الآخر منهما)، على اعتبار أن البغدادي خليفة يجب له السمع والطاعة!»، ودافع عن طالبان قائلا: «فإذا كانت الطالبان التي أذاقت أمريكا الويلات عميلة للمخابرات الباكستانية، فصنيعة من أولئك الذين يطعنون المسلمين في ظهورهم وهم مقبلون على مقاتلة العدو الحقيقي؟!». كما حذر قنيبي أكثر من مرة من «خطر» تنظيم داعش، إلا أنه يرفض شن حرب دولية عليه.

## اعتقالات
أوقف قنيبي بسبب خطبه أربع مرات. اعتقلته دائرة المخابرات العامة لأول مرة في 15 يناير 2010 لمدة عشرين يوما. أعيد اعتقال قنيبي عام 2013 ووجهت إليه محكمة أمن الدولة تهمة القيام بأعمال غير قانونية من شأنها «تعكير صفو علاقاتها» بدول أجنبية، حكم عليه بالسجن عامين ونصف عام، ثم نقضت محكمة التمييز الحكم وأعلنت عدم مسؤوليته عما نسب إليه. أوقفته مرة أخرى دائرة المخابرات العامة يوم 16 يونيو 2015، وحولته محكمة أمن الدولة إلى سجن «الموقر 2» بالأردن بتهمة «الترويج لجماعات إسلامية» و«التحريض» على تقويض نظام الحكم في الأردن، وذلك على خلفية مقالات نشرها على موقعه وانتقد فيها سياسات النظام الأردني. حُكم عليه يوم 7 ديسمبر 2015 بالسجن ثلاثة أعوام ونصف، ثم تم تخفيض الحكم إلى عامين. انتقدت منظمة هيومن رايتس ووتش الحكم واعتبرته «يشير إلى نهج أكثر صرامة من قبل السلطات تجاه الجرائم المتعلقة بحرية التعبير»، وفي 16 مايو 2016 خففت محكمة أمن الدولة الحكم إلى عام واحد، ثم أفرج عنه بعد يوم واحد فقط من صدور القرار.